# The Ninth Legion
The Ninth Legion (russisk: 9 рота, translit.: 9 Rota) er en russisk krigsfilm fra 2005 instrueret af Fjodor Bondartjuk. Filmen foregår under den sovjetisk-afghanske krig og er løst baseret på begivenhederne, der fandt sted under slaget omkring "Bakke 3234" i 1988. Filmen modtog generelt positive anmeldelser og blev udpeget som det russiske bidrag til Oscaruddelingen, men blev ikke nomineret.
Filmen er en russisk-ukrainsk-finsk co-produktion. 
Filmen blev i Danmark udgivet på DVD.

## Medvirkende
- Artur Smoljaninov som Oleg Lutaev
- Aleksej Tjadov som Volodja Vorobjev
- Konstantin Krjukov som Ruslan Petrovskij
- Ivan Kokorin som Tjugainov
- Mikhail Jevlanov som Rjabokon
- Svetlana Ivanova som Olja
- Stanislav Govorukhin som regimentstræningskommandør